# Matt Haimovitz
Matt Haimovitz (n. 3 decembrie 1970, Bat Yam, Israel) este un violoncelist american-canadian, născut în Israel, fiu al unei familii de evrei originari din România.
S-a făcut cunoscut nu numai prin tehnica și talentul său muzical, dar și prin cariera și prin opțiunile sale de repertoriu mai puțin convenționale. Maestrul său de la Școala Juilliard, Leonard Rose, l-a descris ca «probabil cel mai mare talent dintre elevii pe care i-am avut»”, elogiind «tonul său de o frumusețe încântătoare» și «neobișnuitul său simț al stilului și sensibilitatea sa muzicală»
Haimovitz folosește de multe ori un violoncel cu un sunet deosebit, fabricat de meșterul venețian Matteo Gofriller din 1710 și pe care l-a primit în împrumut de la văduva lui  Pablo Casals, Martha.

## Familia, educația muzicală și începutul carierei
Matt Haimovitz s-a născut în orașul israelian Bat Yam, la sud de Tel Aviv, ca fiu al inginerului Harry Haimovitz și al soției sale, Marlena, pianistă, o pereche de evrei care imigraseră din România. 
La vârsta de 5 ani a emigrat cu familia în SUA la Palo Alto, în California, unde la 7 ani a început lecțiile de violoncel cu Irene Sharp, renumita profesoară din Bay Area. Mai apoi,la 9 ani a învățat la Academia de muzică a Vestului de la Santa Barbara, cu maestrul Gábor Rejtõ, unul din discipolii lui Pablo Casals .
Remarcat din fragedă copilărie pentru talentul său muzical, el a cântat de timpuriu cu Orchestra de cameră din Palo Alto, și cu Orchestra Simfonică de tineret din San Francisco. 
La 10 ani talentul său  făcut o impresie deosebită asupra renumitului violonist Itzhak Perlman care l-a auzit cântând la violoncel în campusul muzical de la Santa Barbara.
La îndemnul lui Perlman, părinții au decis să se mute la New York pentru a permite copilului minune să ia vreme de trei ani lecții la Școala Julliard cu ilustrul  violoncelist american Leonard Rose, pâna la decesul acestuia în 1984. În 1983, la 13 ani, Matt Haimovitz și-a făcut debutul la Carnegie Hall, când a trebuit să-l înlocuiască pe Leonard Rose la interpretarea cvintetului în Do major de Schubert într-un ansamblu de cameră cuprinzând pe Isaac Stern, Mstislav Rostropovici, Shlomo Mintz și Pinchas Zukerman.
După moartea lui Leonard Rose, Haimovitz a avut ca profesori pe Ron Leonard, și, în mai mică masură pe Yo-Yo Ma.
La 14 ani a debutat ca solist cu Filarmonica Israeliană dirijată de Zubin Mehta, iar la 17 ani a semnat primul său contract cu compania Deutsche Grammophon, primul său disc ieșind pe piață în 1989. Discul cuprindea înregistrări cu concertele pentru violoncel ale lui Lalo, Bruch și Saint-Saëns, cu Orchestra Simfonică Chicago, sub bagheta lui James Levine.  
Haimovitz a urmat până în 1996 studii pentru titlul întâi la Universitatea Harvard, unde a cunoscut-o pe compozitoarea Luna Pearl Wolff, care i-a devenit soție.
Cu ea s-a mutat la Montreal și în anul 2007 perechii i s-a născut o fetiță.

## Cariera din anii maturității
După terminarea studiilor la Harvard și încheierea contractului său cu compania Deutsche Gramophon,în 1996, Haimovitz s-a simțit deodată nesatisfăcut de traseul tradițional al carierei de muzician clasic modern.
Pe lângă colaborările cu prestigioase orchestre de muzică clasică precum Orchestra Filarmonică din New York, Orchestra Britanică de cameră, Orchestra Simfonică din Boston, dirijată de Leonard Slatkin sau cea din Cleveland, condusă de Charles Dutoit,orchestrele simfonice din Los Angeles, Philadelphia,Montreal,San Francisco,Filarmonica din Berlin,l'Orchestre de Paris, Philharmonia Orchestra din Londra,l'Orchestre de la Suisse Romande, orchestrele Radiodifuziunilor din Frankfurt am Main, Köln, Leipzig, Hanovra,Filarmonica israeliană din Tel Aviv, Noua Filarmonică Japoneză, Orchestra Operei din  Beijing, Haimovitz a început să exploreze tot mai intens repertorii clasice mai puțin cunoscute și din afara "muzicii culte". Multe din concertele sale au loc de acum înainte în locuri neconvenționale, precum restaurante și cafenele, cluburi de noapte și localuri destinate muzicii de jazz, pop, rock sau folk. În anul 2002 a efectuat un turneu de concerte cu răsunet prin America de Nord care a inclus interpretarea suitelor de violoncel ale lui Bach în sala CBGB din Manhattan, în Tractor Tavern din Seattle și în localuri de noapte și restaurante. Turneul următor, denumit "Anthem" (Imn) a prezentat publicului american piese muzicale americane care au inclus și versiunea improvizată a lui Jimi Hendrix a imnului național al Statelor Unite,  "The Star-Spangled Banner."
În aceste din urmă tipuri de performanțe a cooperat uneori cu colegii săi din formația de violoncele „Uccello” pe care a întemeiat-o la Universitatea Mc Gill,(cu care a interpretat, între altele bucata „Kashmir” a formației Led Zeppelin), de asemenea cu ansamblul de muzica medievală și mediteraneană „Constantinople”din Montreal.
În afara repertoriului clasic obișnuit, a acordat un loc însemnat muzicii din secolul al  XX-lea - creațiilor unor compozitori precum Bartók, Kodály, Ligeti, Barber, Șostakovici, Lutoslawski, Berio, Osvaldo Golijov, Adrian Pop, Elliott Carter, George Crumb,etc.
În anul 2000 el a întemeiat propria sa editură de discuri, Oxingale, care a lansat înregistrări din propriile sale recitaluri, ca și muzica unor alți interpreți. 
Între anii 1999-2004 a predat la Universitatea din  Amherst, Massachusetts, iar din anul 2004 la Școala de Muzică Schulich a Universității McGill din Montreal și la cursurile Academiei Domaine Forget din regiunea Charlevoix din Quebec.

## Discografie
- Bruch: "Kol Nidrei", Lalo: Concertul pentru violoncel si orchestră în la minor, 1989 cu Orchestra Simfonică din Chicago, dirijată de James Levine - primul disc, Deutsche Grammophon
- Haydn - Concertul pentru violoncel și orchestră in Re major, Boccherini - Concertul pentru violoncel și orchestră în si bemol major (în prelucrarea lui Friedrich Grützmacher), Carl Philipp Emanuel Bach - Concertul pentru violoncel și orchestră în La major - cu Orchestra Engleză de Cameră dirijată de Andrew Davis, Deutsche Grammophon
- Matt Haimovitz Plays Britten, Reger, Crumb, Ligeti 1992 - Britten - Suita nr. 1 op. 72, Cramb - Sonata (1955), Ligeti - Sonata (1948-1953), Reger - Suita nr.1 în Sol major op. 131, Deutsche Grammophon
- „Violoncelul secolului al XX-lea” vol.1 :Kodály - Sonata pentru violoncel solo op.8 (interpretare admirată de critici), Britten - Suita nr. 3 op. 87, Berio - Les mots sont allés - pentru violoncel solo (de asemenea lăudată), Henze - Capriciu.
- „Violoncelul secolului al XX-lea” vol.2:Hindemith - Sonata pentru violoncel solo op.25, nr.3.,Davidovsky - Sincronisme nr. 3, Britten - Suita pentru violoncel solo nr. 2, op. 80, Sessions - 6 fragmente, Harbison - suită, Luna Pearl Wolf - Melodii ebraice.
- „Violoncelul secolului al XX-lea” vol.3 „Portes ouvertes” (Porți deschise): Britten - Sonata pentru violoncel nr. 65 pe o temă de Sacher, Debussy - Sonata pentru violoncel în re minor, Dutilleux - 3 cicluri pe tema numelui Sacher, Reger - Suita în la minor op 131, Webern - Trei mici fragmente op. 11 - cu pianistul Philippe Cassard (criticat de unii ca fiind răspunzător de partea mai slabă a discului)
- Bach: 6 Suites for Cello Solo 2000
- The Rose Album 2002 - cu pianistul israelian Itamar Golan și alți interpreți - muzica de Schubert,Schumann, Chopin, Paganini, și Robert Stern,precum și recviemul pentru trei violoncele și pian de David Popper
- Anthem 2003
- Goulash 2005
- Haydn: The Cello Concertos; Mozart: Cello Concerto 2005
- Saint-Saëns: Cello Concertos / Bruch: Kol Nidrei / Lalo: Concerto for Violoncello and Orchestra in D Minor  2005
- The 20th-Century Cello 2005
- Matt Haimovitz - Mozart The Mason 2006
- Après Moi, le Déluge 2006 - compoziția soției lui Haimovitz, Luna Pearl Woolf, dedicată dezastrului uraganului Katrina de la New Orleans
- David Sanford & the Pittsburgh Collective: Live at the Knitting Factory 2007 Scherzo Grosso - lucrare compusă de compozitorul David Sanford pentru Haimovitz și formația de jazz Pittsburgh Collective
- After Reading Shakespeare 2007
- Vinyl Cello 2007
- Odd Couple, 2008
- Bach: Goldberg Variations, 2008

## Premii și distincții
- 1986 - Avery Fisher Career Grant
- 1991 - Grand Prix du Disque
- 1996 - Premiul Louis Sudler al Universității Harvard
- 1999 - Premiul Internațional al Academiei Muzicale Chigiana din Siena (a fost cel dintâi violoncelist onorat cu acest premiu)
- Just Plain Folks Award pentru cea mai bună înregistrare clasică a anului (Oxingale Records)- pentru discul cu cele șase suite pentru violoncel solo de Bach , (ales ca Top Pick și de ziarul U.S. News and World Report)
- 2011 - Premiul Grammy pentru cel mai bun producător al anului în muzica clasică,pentru albumul Meeting of the Spirits